# لی خوان
لی خوان (انگلیسی: Li Juan؛ زادهٔ ۱۵ مهٔ ۱۹۸۱) بازیکن والیبال اهل چین است.